# Tripití
Tripití (Tripiti) är en ort i Grekland.   Den ligger i prefekturen Kykladerna och regionen Sydegeiska öarna, i den sydöstra delen av landet, 150 km söder om huvudstaden Aten. Tripití ligger 103 meter över havet och antalet invånare är 540. Den ligger på ön Milos Island.
Terrängen runt Tripití är kuperad söderut, men norrut är den platt. Havet är nära Tripití åt nordväst.  Närmaste större samhälle är Adámas, 2,2 km sydost om Tripití. 